# فرانسیسکو دا کوستا گومز
فرانسیسکو دا کوستا گومز (انگلیسی: Francisco da Costa Gomes؛ زادهٔ ۳۰ ژوئن ۱۹۱۴ – درگذشتهٔ ۳۱ ژوئیهٔ ۲۰۰۱) یک افسر نظامی، دومین افسر ارتش پرتغالی پس از انقلاب جمهوری و سیاستمدار اهل پرتغال بود که از سال ۱۹۷۴ تا ۱۹۷۶ به عنوان پانزدهمین رئیس‌جمهور پرتغال خدمت کرد.
وی همچنین برنده جوایزی همچون جایزه بین‌المللی حقوق بشر القذافی و لژیون دونور (صلیب بزرگ) شده است.